# 947

## Nașteri
- dată necunoscută: Adalberon de Laon  (d. 1030)

## Decese
- 23 noiembrie: Berthold de Bavaria, duce de Bavaria (din 938), (n.c. 900)